# Bryophilinae
Bryophilinae es una subfamilia de polillas perteneciente a la  familia Noctuidae.

## Géneros
- Athaumasta - Bryonycta - Bryophila - Cryphia - Nyctobrya - Oedibrya -Stenoloba - Victrix